# 函館少年刑務所

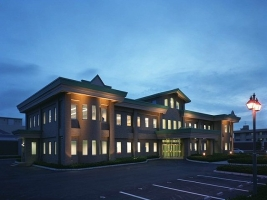
庁舎外観

函館少年刑務所（はこだてしょうねんけいむしょ）は、法務省矯正局の札幌矯正管区に属する刑務所。全国6箇所の少年刑務所のひとつである。

## 所在地
- 〒042-8639　北海道函館市金堀町6-11
  - JR北海道函館線・道南いさりび鉄道線函館駅から函館バス5系統に乗車し「乃木町」バス停下車徒歩約5分

## 収容分類級
本刑務所の収容分類級は以下の通り。
- I級（禁錮刑に処せられた者）
- JA級（犯罪傾向の進んでいない少年の懲役受刑者）
- YA級（犯罪傾向の進んでいない若年の懲役受刑者）
- A級（犯罪傾向の進んでいない懲役受刑者）

## 収容定員
- 1005人

## 沿革
- 江戸時代 - 現在の宝来町に牢屋敷を設置
- 1871年（明治4年）- 現在の東川町に徒刑場を設置
- 1903年（明治36年）- 函館監獄と改称
- 1922年（大正11年）- 函館刑務所と改称
- 1930年（昭和5年）- 現在地（金堀町）に移転
- 1943年（昭和18年）- 函館少年刑務所と改称
- 1947年（昭和22年） - 鱒川作業場を開設（1964年、酪農伝習所に改称）[1]。
- 1948年（昭和23年） - 谷地山農場が開かれる。刑務練習船『少年太洋丸』が函館市大鼻岬沖合で座礁、沈没[2]。
- 2005年（平成17年） - 改築工事竣工

## 組織
所長の下に2部1課を持つ2部制施設である。
- 総務部（庶務課、会計課、用度課）
- 処遇部（処遇担当、企画担当）
- 医務課

## 職業訓練
職業訓練のうち、総合訓練を行う総合訓練施設（全国に8施設）の一つに指定されており、総合訓練として、理容科、情報処理科、船舶職員科、クリーニング科、短期理容科、溶接科、自動車科、ビル設備管理科、数値制御機械科、ビルハウスクリーニング科の10種目を実施している。
なお、全国で唯一練習船を保有しているのが当刑務所の特色である。船舶職員科の訓練を受ける者は、看守の監視の下で獄外に出て、練習船「少年北海丸」（99総トン）を使用して演習する。沖合に出て漁業実習を行うこともあるという。規定の訓練を受けたものは6級海技士または5級海技士（航海科、機関科）の国家試験受験資格を得ることができる。
職業訓練を行う施設として、函館少年刑務所は修了証書を授与する場合その他必要があれば宇賀浦技能訓練所の名称を用いることができる。
1990年代頃には、交通事犯禁錮受刑者などを対象に函館少年刑務所鱒川農場で構外作業を行わせる開放的処遇も行われていたが、2000年代以降に終了している。

## 著名な受刑者
- 花輪和一 - 漫画家
- 今関あきよし - 映画監督
- 渡辺芳則 - ヤクザ

## 特記事項
- 木工・洋裁・金属の各工場や各種作業工場・農場が設置されている。
- 当所で製作されている「○獄」前掛けが評判である。前掛けは紺色に白色の文字で「本日開監 創業明治弐年 はこだて PRISON」、中央に大きく「獄」の文字を○で囲んだマークが入る。刑務所グッズとして初めて商標登録を出願された。「『獄』シリーズ」前掛けは5000枚を完売する人気商品となり、生産が追いつかない状態である[5]。そのため、現在矯正展などの即売会で発売されている「『獄』シリーズ」前掛けの一部は素材の裁断・プリントを当所で行い、縫製・検査を他の刑務所に委託している商品もある。

## 函館刑務所を舞台にした作品
- コインロッカー・ベイビーズ ‐ 村上龍の小説。
- 海峡の光 ‐ 辻仁成の小説。
- 刑務所の中 ‐ 花輪和一の漫画。のちに崔洋一監督で映画化される。